# Nihad Mujakić
Nihad Mujakić (Sarajevo, Cantón de Sarajevo, Federación de Bosnia y Herzegovina, 15 de abril de 1998) es un futbolista bosnio que juega como defensa en el Eyüpspor de la Superliga de Turquía. También forma parte de la selección de Bosnia y Herzegovina.

## Trayectoria

### Sarajevo
Mujakić es producto de las divisiones menores de uno de los clubes más populares de su país, el Sarajevo, con el cual firmó su primer contrato profesional el 8 de septiembre de 2015 a la edad de 17 años. Luego de recibir algunas convocatorias con el primer equipo, debutó profesionalmente el 31 de julio de 2016 ante Zrinjski Mostar, aunque en esa ocasión solo jugó 1 minuto tras reemplazar a Mersudin Ahmetović en la liga 2016/17.
En la siguiente campaña gozó de más continuidad y a partir de la mitad de la temporada, se volvió indiscutible en la defensa del Sarajevo. El 19 de julio de 2018 convirtió el primer gol de su carrera en la victoria por 3-0 frente al Banants de Armenia, dado que el encuentro correspondía a la primera ronda de la Liga Europa de la UEFA 2018-19.
El 21 de junio de 2018 Mujakić firmó un nuevo contrato con el Sarajevo que lo vinculaba con el club hasta 2023.

### Kortrijk
El 21 de enero de 2019, el Kortrijk de la Primera División de Bélgica anunció la contratación de Mujakić por una suma de 2,2 millones de marcos bosnioherzegovinos. Sin embargo, permanecerá cedido en el Sarajevo y recién se unirá a su nuevo club al final de la temporada 2018/19. En ese momento, la transferencia de Mujakić significó la segunda más grande en la historia de la liga bosnia, después del traspaso de Gojko Cimirot, quien fue vendido del Sarajevo al PAOK griego por 2.6 millones de marcos bosnioherzegovinos. Antes de partir a Bélgica, fue pieza importante del equipo del Sarajevo que logró el doblete en Bosnia al salir campeón de la Liga Premier de Bosnia y Herzegovina y de la Copa de Bosnia y Herzegovina.
El 20 de septiembre de 2019 debutó con camiseta del Kortrijk, jugando de titular en la derrota por 3-2 ante Malinas.

### Hajduk Split
Al no contar con chances de jugar en el primer equipo, en enero de 2020 fue prestado por Kortrijk al Hajduk Split de Croacia hasta junio de 2021. Debutó el 8 de febrero en el triunfo por 1-0 sobre Lokomotiva, sin embargo fue expulsado ese mismo encuentro.

## Selección nacional
Mujakić forma parte de la selección de fútbol de Bosnia y Herzegovina categoría sub-21 con la cual disputó cinco partidos. También ha sido parte de la sub-19 de su país.

## Clubes y estadísticas
Actualizado el 16 de agosto de 2020.
| Sarajevo Bosnia y Herzegovina | 2016/17          | 1.ª              | 1  | 0 | 0 | 0 | — | — | 1  | 0 |
| Sarajevo Bosnia y Herzegovina | 2017/18          | 1.ª              | 18 | 0 | 0 | 0 | 0 | 0 | 18 | 0 |
| Sarajevo Bosnia y Herzegovina | 2018/19          | 1.ª              | 27 | 0 | 6 | 1 | 4 | 1 | 37 | 2 |
| Sarajevo Bosnia y Herzegovina | Total club       | Total club       | 46 | 0 | 6 | 1 | 4 | 1 | 56 | 2 |
| Kortrijk · Bélgica | 2019/20          | 1.ª              | 1  | 0 | 1 | 0 | — | — | 2  | 0 |
| Kortrijk · Bélgica | Total club       | Total club       | 1  | 0 | 1 | 0 | 0 | 0 | 2  | 0 |
| Hajduk Split · Croacia | 2019/20          | 1.ª              | 9  | 0 | 0 | 0 | — | — | 9  | 0 |
| Hajduk Split · Croacia | 2020/21          | 1.ª              | 1  | 0 | 0 | 0 | 0 | 0 | 1  | 0 |
| Hajduk Split · Croacia | Total club       | Total club       | 10 | 0 | 0 | 0 | 0 | 0 | 10 | 0 |
| Total en carrera | Total en carrera | Total en carrera | 57 | 0 | 7 | 1 | 4 | 1 | 68 | 2 |
| (1)Incluye datos de la Copa de Bosnia y Herzegovina (2018/19) y la Copa de Bélgica (2019/20). (2)Incluye datos de la Liga Europa de la UEFA (2018/19). |                  |                  |    |   |   |   |   |   |    |   |

## Palmarés

### Títulos nacionales
| Título                               | Club           | País                 | Año     |
| ------------------------------------ | -------------- | -------------------- | ------- |
| Liga Premier de Bosnia y Herzegovina | F. K. Sarajevo | Bosnia y Herzegovina | 2018-19 |
| Copa de Bosnia y Herzegovina         | F. K. Sarajevo | Bosnia y Herzegovina | 2018-19 |